# آرنا (فیلم ۲۰۰۱)
آرنا (انگلیسی: The Arena) یک فیلم ویدئویی از تهیه‌کننده راجر کورمن با موضوع گلادیاتورهای زن است. این یک بازسازی از آرنا (فیلم ۱۹۷۴) می‌باشد.  این فیلم در روسیه توسط کارگردان قزاق تیمور بکمامبتوف ساخته شده است.